# Maireana enchylaenoides
Maireana enchylaenoides är en amarantväxtart som först beskrevs av Ferdinand von Mueller, och fick sitt nu gällande namn av Paul G. Wilson. Maireana enchylaenoides ingår i släktet Maireana och familjen amarantväxter. Inga underarter finns listade i Catalogue of Life.